# Буллат, Кирилл
Кирилл Буллат (фин. Kirill Bullat; род. 8 июня 2003) — финский и российский футболист, полузащитник.

## Карьера
Начал карьеру в академии финского клуба «РоПС». За вторую команду дебютировал в третьей лиге Финляндии в матче с «Вааякоски». За основную команду дебютировал в Вейккауслиге в матче против «СИК». В Кубке Финляндии вышел на поле в матче с «Ильвесом».